# Eumecynostomum flavescens
Eumecynostomum flavescens är en plattmaskart som först beskrevs av Jürgen Dörjes 1968.  Eumecynostomum flavescens ingår i släktet Eumecynostomum och familjen Mecynostomidae. Inga underarter finns listade i Catalogue of Life.